# Typ 41 36-cm-Schiffsgeschütz
Das Typ 41 36-cm-Schiffsgeschütz war eine Kanone der Kaiserlich Japanischen Marine, die während des Ersten und Zweiten Weltkrieges eingesetzt wurde. Die Bezeichnung Typ 41 deutet dabei auf das Jahr der Entwicklung, das Jahr Meiji 41, beziehungsweise 1908 nach gregorianischem Kalender hin.

## Aufbau
Die 35,56-cm-L/45-Geschütze wurden auf der Kongō-Klasse eingebaut. Sie verwendeten ein sogenanntes Drahtumwicklerrohr, bei dem ein glühender Stahldraht kreuzförmig unter großer Spannung um ein inneres Rohr gewickelt wurde, um eine entsprechende Vorspannung zu erzielen. Anschließend wurde der Lauf durch ein äußeres Rohr umschlossen. Das Rohr hatte eine Lebensdauer von rund 250 Schuss.
Die japanischen 35,56-cm-Geschütze wurden zunächst so auf den Schiffen eingebaut, dass ihr Höhenrichtbereich nur etwa +25° betrug. Ab 1937 wurden die Türme umgebaut, um ihn auf +43° zu steigern. Ausnahme waren die achteren Türme der beiden Schlachtschiffe der Ise-Klasse, die konstruktionsbedingt nicht genug Platz für den Umbau hatten.

## Einsatz
- Kongō-Klasse: vier Schlachtkreuzer mit einer Hauptbewaffnung von vier Doppeltürmen
- Fusō-Klasse zwei Schlachtschiffe mit einer Hauptbewaffnung von sechs Doppeltürmen
- Ise-Klasse: zwei Schlachtschiffe mit einer Hauptbewaffnung von sechs Doppeltürmen